# Sabine Leutheusser-Schnarrenberger

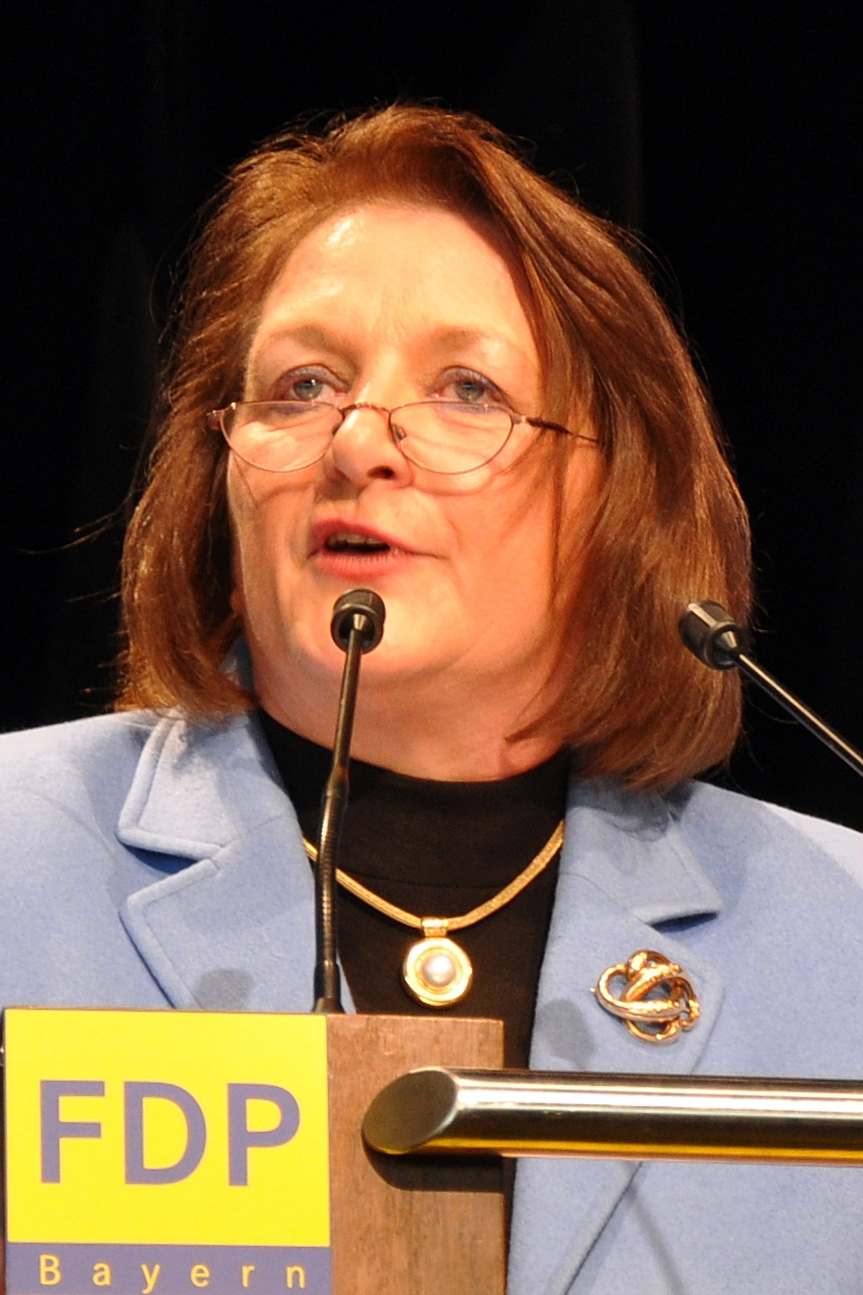
Sabine Leutheusser-Schnarrenberger

Sabine Leutheusser-Schnarrenberger (Minden, República Federal de Alemania, 26 de julio de 1951) es una política alemana miembro del Partido Democrático Liberal (FDP). Entre 2009 y 2013 se desempeñó como Ministra Federal de Justicia en Alemania.
Es una figura importante dentro del partido. Sirvió como Ministra Federal de Justicia por primera vez entre 1992 y 1996 en el gobierno de Helmut Kohl y desde el 28 de octubre de 2009 hasta 2013 en el Segundo Gabinete Merkel.

## Infancia y juventud
Sabine Leutheusser-Schnarrenberger nació en Minden, Renania del Norte-Westfalia, el 26 de julio de 1951 en una familia dedicada a la política y el servicio público. El padre Dr. Horst Leutheusser que era jurista, fue teniente de alcalde de Minden como miembro del partido Unión Demócrata Cristiana de Alemania (CDU) y su tío, Wolfgang Stammberger, fue uno de sus predecesores como Ministro de Justicia. 
Después de terminar la escuela secundaria en 1970, empezó a estudiar derecho en la Universidad de Göttingen y Universidad de Bielefeld. Obtuvo la primera licenciatura (Erstes Staatsexamen) en 1975 en Hamm y la segunda licentiatura (Zweites Staatsexamen) en 1978 en Düsseldorf.

## Carrera profesional

### Inicios
Leutheusser-Schnarrenberger empezó su carrera en la Oficina Alemana de Patentes en Múnich. Trabajó allí desde 1979 hasta 1990.

### Partido Político
Desde 1978 está afiliada al FDP. Dentro del partido pertenece al grupo socio-liberal. Desde 1982 hasta 2001 fue la presidenta de la asociación del distrito en Starnberg (Baviera). Desde 1991 pertenece al consejo federal del FDP, el máximo órgano del partido. Desde 1997 es parte del presidium del FDP. En el año 2000 accedió a la Presidencia del FDP en el estado Libre de Baviera. 
Desde junio del 2001 hasta octubre del 2002 y desde septiembre del 2005 hasta octubre del 2009 fue Vicepresidenta del grupo parlamentario en el Bundestag (Parlamento Federal). Desde mayo de 2011 es la Vicepresidenta federal del FDP.

### Bundestag (Parlamento Federal de Alemania)
Durante la 16.ª legislatura del Bundestag, Leutheusser Schnarrenberger fue la portavoz de justicia del FDP, la representante del FDP en la Comisión jurídica y miembro suplente en Comité de derechos humanos y ayuda humanitaria. 

### Consejo de Europa
Entre 2003 y 2009 fue miembro de la delegación alemana en la Asamblea Parlamentaria del Consejo de Europa. En ese periodo se mostró activa con el tema de Rusia y las violaciones de la Convención Europea de Derechos Humanos (CEDH).

### Ministra federal de Justicia
El 18 de mayo de 1992, Leutheusser Schnarrenberger fue nombrada Ministra de Justicia en el gobierno de Canciller Helmut Kohl. Se hizo famosa por su protesta al anuncio, por parte de su oficina, de la posibilidad de vigilar acústicamente viviendas particulares, prevista en el marco del Gran espionaje (Großer Lauschangriff), que había obtenido el respaldado de su partido según una encuesta entre los afiliados. Dimitió el 17 de enero de 1996 de la oficina y fue vuelta a nombrar el 28 de octubre de 2009 en el gabinete de Angela Merkel.

## Miembro Honorario
- Miembro de la fundación Pro Justitia
- Vicepresidente de la fundación Theodor-Heuss
- Consejera de la Unión Humanística (Humantische Union)
- Miembro en la asociación Gegen das Vergessen- Für Demokratie e.V.
- Miembro en Deutscher Kinderschutzbundes e.V.( Federadion Alemana para la Protección de la Infancia)
- Miembro en Weißer Ring e.v.
- Consejera en la Sebastian-Cobler fundación

## Títulos honorifícos
Leutheusser-Schnarrenberger recibió la Medalla Hamm-Brucher en 1995 y al año siguiente el Premio Paul Klinger. El premio "Mona Lisa" del canal  de televisión ZDF la eligió "Mujer del Año" en 1997. Entre otros, recibió la Cruz Federal del Mérito de primera clase y la Orden del Mérito de Baviera en 2002 y, en 2011, la Medalla de plata de la Constitución de Baviera. 

## Vida personal
Vive en Feldafing, Baviera. Es viuda, desde la muerte de su marido Ernst Schnarrenberger en 2006.